# 全国農民党
全国農民党（ぜんこくのうみんとう、ハンガリー語: Nemzeti Parasztpárt）は、かつてハンガリーで存在し、ハンガリー人民共和国の成立と共に解党した社会主義政党である。

## 歴史
全国農民党の党首ヴェレシュ・ペーテルは1918年、ハンガリー評議会共和国が建てられた時に共産主義に傾倒し、独自の政治活動を行った。
その後、第二次世界大戦が勃発し、ハンガリーでもファシズムの風潮が高まると、ヴェレシュの活動はホルティ政権や矢十字党に弾圧された。
ヴェレシュは生き残る為の選択として、国家主義的な左翼政党の創設を目標に掲げ、何度も弾圧から逃れた。
終戦後、ハンガリーはソビエト連邦軍に占領され、社会主義国の創設に向けて改革される。
1946年に全国農民党が右派的社会主義政党を掲げて創設され、社会民主党などと協力するも、社会民主党と共産党が合併してできたハンガリー勤労者党に解党された。

## 解党後
全国農民党の解党後は、その党員の多くがハンガリー勤労者党に流れたが、一党独裁制には反対し、旧党員達はハンガリー動乱においても活発的に活動していた。
そのため彼らは党内は勿論、国内では右派的と見られていた。